# 安田章生

安田章生

安田 章生（やすだ あやお、1917年〈大正6年〉3月24日 - 1979年〈昭和54年〉2月13日）は、昭和期の歌人、国文学者。文学博士。

## 人物
尾上柴舟門下の歌人・安田青風の長男として兵庫県に生まれる。2歳のとき朝鮮・釜山に、4歳のとき京城に移る。1921年、兵庫県揖保郡龍野町（現たつの市）に転居。1925年、宍粟郡山崎町に移る。
龍野中学校（現兵庫県立龍野高等学校）、姫路高等学校文科を経て、東京帝国大学国語国文学科卒。大手前高等女学校教諭となる。戦中は土浦海軍航空隊教授嘱託、海軍教授を務める。1945年、天理語学専門学校（現天理大学）教授。1946年、松蔭女子専門学校（現大阪樟蔭女子大学）教授。父とともに歌誌『白珠』を創刊。1949年、大阪樟蔭女子大学助教授、1950年教授。1966年甲南大学教授。
中世和歌の精神を短歌に導入することにつとめ、国文学者としては藤原定家、西行研究の大家であった。1964年、『藤原定家』で大阪大学より文学博士号取得。
1952年、大阪府文芸賞受賞。1967年、『明日を責む』で第13回日本歌人クラブ推薦歌集（現・日本歌人クラブ賞）。1978年「心の色」30首で第14回短歌研究賞受賞。甥の安田純生が『白珠』代表を継承している。門下に小谷博泰など。

## 著書
- 『樹木 歌集』紀元発行所 1943
- 『現代短歌ノート』有文社 1948
- 『心象』さかの書房 1948
- 『新古今秀歌』創元社 1953
- 『表情 歌集』創元社 1953 白珠叢書
- 『現代歌論』創元社 1956
- 『日本の芸術論』東京創元社 創元選書 1957
- 『新古今集歌人論』桜楓社出版 1960
- 『日本の詩歌』創元社 1962
- 『日本詩歌の正統』創元社 1965
- 『藤原定家研究』至文堂 1967
- 『歌の深さ 古典和歌・現代短歌』創元社 1971
- 『鑑賞日本の詩歌』創元新書 1972
- 『西行』弥生書房 1973 弥生選書
- 『王朝の歌人たち』日本放送出版協会・NHKブックス 1975
- 『西行と定家』講談社現代新書 1975
- 『旅人の耳 歌集』弥生書房 1978 白珠叢書 のち短歌新聞社文庫
- 『日本の歌ごころ』講談社 1978
- 『安田章生全歌集』短歌新聞社 1981
- 『安田章生文集』安田幸子編 弥生書房 1984

### 共著
- 『現代短歌手帖』木俣修共著 創元社 創元手帖文庫 1952
- 『日本・古典ユーモア』野間光辰、長野甞一共編 毎日新聞社 1967

### 訳
- 『古典日本文学全集 第36 (芸術論集)』書道論 筑摩書房 1962

## 参考
- デジタル版日本人名大辞典
- 「故安田章生教授略歴 (故安田章生教授追悼特集)」甲南大学紀要 文学編 1979
- 歌集『旅人の耳』（短歌新聞社）年譜 1995